# Мильо Касабов
Мильо Георгиев Касабов е български учител, книгоиздател и общественик.

## Биография
Роден е през 1868 година в Чирпан. Учителства в Марица и Елхово. Съосновател е на книжовно акционерно дружество „Просвета“ в Стара Загора, собственик на книжарница. Издава вестник „Справедливост“ и работи в книгоиздателство „Везни“. Секретар е на Македонския комитет в Чирпан, на поборническото опълченско дружество „Сливница“ и на въздържателната ложа „Здраве“. Умира през 1937 г. в Стара Загора.
Гео Милев е негов син, а Пенка Касабова – дъщеря. Леда Милева и Бистра Аврамова са му внучки.
Личният му архив се съхранява във фонд 1060К в Централен държавен архив. Той се състои от 56 архивни единици от периода 1880 – 1958 г.